# Стратегия голубого океана
«Стратегия голубого океана» (англ. Blue Ocean Strategy) — книга по стратегии бизнеса, изданная в 2005 году, авторы: Ким Чан и Рене Моборн из Института Стратегии голубого океана из INSEAD, европейской топ-бизнес-школы. Книга иллюстрирует бурный рост и высокую прибыльность компаний, которые могут генерировать продуктивные бизнес-идеи, создавая не существовавший ранее спрос на новом рынке («голубой океан»), где практически отсутствуют конкуренты, вместо того, чтобы конкурировать со множеством конкурентов на малоприбыльных рынках («алый океан»). Базируясь на 15-летних исследованиях, авторы книги используют в качестве примеров 150 успешных стратегий на отрезке в 120 лет среди 30 отраслей, которые претворили стратегию голубого океана в реальность.
С момента первого издания книга переведена на 43 языка и её продажи составили 3,5 миллиона экземпляров. Книга названа бестселлером Wall Street Journal, BusinessWeek и Amazon.com. Она была выбрана как одна из лучших книг 2005 года журналом Fast Company, выиграла приз лучшей бизнес-книги 2005 года на Франкфуртской ярмарке, и стала самой продаваемой книгой в десятелетии 2000—2010 по версии 00-CEO-READ. Журнал Strategy+Business выбрал книгу как номер 1 среди стратегических книг 2005 года.

## Понятия голубых и алых океанов
Голубые океаны означают все отрасли, которые на сегодня не существуют, это неизвестные участки рынка. В алых океанах границы отрасли определены и согласованы, а правила конкуренции всем известны. В них задачей компаний является превосходство над соперниками для того, чтобы перетянуть на себя большую часть спроса. Со временем на рынке становится теснее, возможности для роста и получения прибыли сокращаются, продукция превращается в ширпотреб, а конкуренты «режут друг другу глотки», заливая океан алой кровью. Голубые океаны являются нетронутыми участками рынка, в них конкуренция никому не грозит, они дают возможности расти и получать прибыль, но для освоения требуется творческий подход. Как правило, большинство голубых океанов возникает внутри алых, что раздвигает границы отрасли. Но часть голубых океанов создается за пределами известных границ.

## Содержание
Первое издание включает в себя девять глав, посвященных основным понятиям, стратегиям создания голубого океана и её реализации. В издании 2015 года книга увеличена по объёму на треть, и в ней появилось две главы, в которые включены решения для согласованности работы компании, стратегические решения по обновлению голубых океанов и способы избегания ловушек алых океанов.
Авторы выделяют пять основных идей книги:
- Не следует ставить конкуренцию во главу угла — в основе стратегии ложится ориентация на клиента и задачей ставится повышение ценности товаров и услуг для покупателей, но не ориентация на соперников и реакция на их шаги; уходящие в голубые океаны компании не заботятся о конкуренции, а сосредотачиваются на новом.
- Структура отрасли не определена раз и навсегда; на неё можно влиять — ранее при разработках стратегии считалось, что структура любой отрасли неизменна, и поэтому под неё подстраивается стратегия; но такой подход означает игру с нулевой суммой, так как нельзя выйти за границы рынка; стратегия голубого океана базируется на формировании новой отрасли и на изменения действий и взглядов игроков.
- Стратегическую креативность можно использовать постоянно — исследования авторов показывают, что нет ничего загадочного в стратегической креативности, и предлагают свои действия и подходы для упорядочивания создания голубых океанов.
- Реализацию стратегии можно встроить в процесс её создания — в большинстве компаний создание и реализацию стратегии принято разделять; авторы говорят о необходимости их объединения, так как иначе это приводит к медленной и неуверенной реализации и механическому поддержанию всех процессов.
- Пошаговая модель создания стратегии — авторы различают планирование и создание стратегии и говорят о том, что вопрос теории построения стратегии не проработан в мировой практике; здесь предлагается модель создания новых рынков и избегания ловушек конкуренции.

## Критика
Критики обращают внимание на то, что для исследования не использовалась контрольная группа, так что нет способа узнать, сколько компаний, использующих стратегию голубого океана, провалилось. Также подчеркивают, что примеры в книге были выбраны для того, чтобы «рассказывать победную историю». В то же время были опубликованы несколько попыток эмпирических подтверждений и концептуальных расширений к стратегии голубого океана. Кроме того, стратегия голубого океана не может быть идентифицирована как истинная причина успеха.
Некоторые утверждения книги сомнительные, например, о падении уровня преступности в Нью-Йорке после смены руководства полиции в 1994 году.
Многие из ключевых концепций книги ранее были раскрыты в книге «Конкурировать за будущее» Гэри Хамеля и Коимбатура Прахалада, которая была опубликована в 1996 году. В их версии новый участок рынка называется белым пространством.